# Mortal Longing
Mortal Longing è un singolo del produttore statunitense Sleepthief, pubblicato l'11 giugno 2012 assieme a tre remix a opera di Psychosomatic, Blue Stone, DjMikelD.

## Tracce
1. Mortal Longing
2. Mortal Longing (Blue Stone Remix)
3. Mortal Longing (Dj MikelD Remix)
4. Mortal Longing (Psychosomatic Remix)

## Video
Il video è stato girato il 4 giugno 2012 nel Goblin Valley State Park nello stato americano dello Utah. Gli scenari mozzafiato fanno da sfondo alla storia che vuol essere una metafora della continua ricerca dell'amore che però purtroppo non è detto che arrivi.